# 好水川之戰
好水川之戰是北宋與西夏戰爭中的一場戰役，以宋敗夏勝收場。
三川口之戰以後，宋仁宗深感西夏強盛，下令封夏竦為陝西經略安撫使，韓琦、范仲淹為副使，共同負責迎戰西夏的事務，韓琦主持泾原路，范仲淹负责鄜延路。康定二年（1041年）二月，西夏景宗元昊再次率領十萬大軍大舉南下攻宋，把主力埋伏在六盘山下的好水川口（今寧夏隆德），另一部分攻打懷遠（今寧夏西吉東部），聲稱要攻打渭州（今甘肅平涼），誘宋軍深入。
當時范仲俺认为宋军人数虽多，但缺乏强将精兵，战斗力差，加上西夏境内山川险恶，沙漠广袤，兴庆府又位在黄河以北，不宜贸然深入。但是，韓琦不聽范仲淹勸阻，固執己見，派環慶副都署任福率軍萬餘人，又令泾原路驻泊都监桑怿，钤辖朱观、泾原都监武英、行营都监王珪各率所部，随同作战，宋軍自鎮戎軍（今寧夏固原）抵羊隆城（今寧夏固原西南部），出夏之後，伺機破西夏，殊不知西夏伏兵正等著他們。
任福率軍到達懷遠城，正遇上鎮戎軍西路巡檢常鼎與西夏軍隊戰于張義堡南，殺死幾千西夏軍隊，西夏也不斷增援。任福軍趕到當地支援，於是夏軍佯敗，任福不知是計，隨尾追擊。宋軍由於長途追擊，糧草不繼，人困馬乏，饥渴交迫。追至好水川，遇元昊的西夏軍隊主力伏擊，自辰时交战到午时，宋軍潰敗，宋軍將士戰死10300餘人。任福身负重伤，小校刘进劝他投降，任福大聲喊道：“吾为大将，兵败，以死报国耳！”。其子任怀亮战死，桑怿、刘肃、武英、王珪、赵津、耿傅均战死。此役宋軍幾乎全軍覆滅，僅朱观所部千人逃脫。
好水川之戰，宋朝再度失敗，宋军退兵中途，阵亡将士的父兄妻子几千人，持故衣纸钱为烈士招魂，噩耗传到东京，“關右震動，仁宗為之旰食”。宋仁宗怒貶戶部尚書、陝西經略安撫使夏竦和韓琦、范仲淹。

## 後記
范仲淹的好友滕子京此时正在知泾州任上，大设牛酒迎犒士卒，在佛寺设醮祭祀阵亡将士，抚恤遗族，使人心得以安定，結果被斥為濫用公使錢，庆历四年春，谪守巴陵郡。